# 2016年净选盟5.0集会
2016年净选盟5.0集会是马来西亚非政府组织干净与公平选举联盟（净选盟）于2016年11月19日在首都吉隆坡及全国各地主要城市举行的第五次和平集会。
本次净选盟5.0集会主题为「结合我们的力量—新马来西亚」（Combine our energy - New Malaysia）。

## 事件背景
2015年，马来西亚首相纳吉·阿都拉萨遭《砂拉越报告》和美国《华尔街日报》指控，将马来西亚政府管辖的一马公司资金转入他的个人银行户口，涉及金额超过26.7亿令吉（近7亿美元）。事件被揭发后，随即激起马来西亚人民的批评声浪，其中马哈迪·莫哈末在未回任首相之前曾带头呼吁纳吉辞职，而当时的公正党实权领袖安华也公开质疑一马公司的财务。根据一马公司公开提交的帐户报告，该公司累计了将近420亿令吉（117.3亿美元）的债务，当中一部分是于2013年由高盛公司牵头發行和由国家担保的30亿美元债券，传媒也报道高盛公司从这笔交易中赚取高达3亿美元费用，不过该公司反驳了这项报道。马来西亚统治者会议则认为，此问题将引发马来西亚的信任危机，并呼吁当时的政府应尽速完成调查。此事件在当时也引起了国内外多家媒体的报道，其中包括《砂拉越报告》、《The Edge财经日报》、《当今大马》和《华尔街日报》等。
一名《当今大马》记者颜重庆也因报道有关一个马来西亚发展有限公司丑闻的新闻而遭到警方援引《1998年通讯及多媒体委员会法令》控告上庭。而在2016年11月2日，《当今大马》因吉隆坡市政局驳回了净选盟和巫统红衫军要求在独立广场搞集会的申请，巫统青年团兼红衫军领袖嘉玛尤诺斯带领上百名支持者在报社总部前示威。
因发表一马公司相关言论遭纳吉起诉的马华公会前总会长林良实曾表示考虑出席净选盟5.0集会。

## 集会前逮捕
2016年11月18日，在集会的前一天，警方突然带队前往净选盟位于八打灵再也的办公室逮捕玛利亚陈和曼迪星，并在事后援引《2012年国家安全罪行法令》（SOSMA）起诉玛利亚陈。对此，警方称这是为了防止发生骚乱和破坏和平的公共秩序。民主行动党党员刘天球则因「企图暴动」而被警方逮捕，而陆兆福则因他在演讲期间呼吁「倒纳吉」而被警方逮捕。马来西亚社会主义党秘书长阿鲁哲文也在吉隆坡被警方逮捕。在集会开始前几个小时，警方也逮捕了净选盟委员会的其中一名成员成员希沙姆丁。对此，净选盟谴责警方滥用权力。
而先前表示会在净选盟5.0集会期间发动集会反对净选盟5.0集会的亲政府「红衫军」领袖嘉玛尤诺斯也在集会开始前几个小时被警方逮捕。

## 集会事件
反对净选盟5.0集会的红衫军集会参与者由于无法越过警察的封锁线与选盟5.0集会者接触而提前解散。

## 后续发展
虽然净选盟5.0集会以和平的方式结束，但警方事后逮捕了数名集会参与者，包括人民公正党党员蔡添强和祖莱达。

## 各界反应

### 首相
当时人在日本东京的首相拿督斯里纳吉·阿都拉萨说，马来西亚人应当尊重法律，避免混乱和人身冲突。同时他也强调，尽管和平集会是宪法法律的和平集会赋予的权利，但马来西亚人应该在选举中选出国家领导人而不是上街进行抗议，因为这不是马来西亚的文化。

### 警方
全国警察总长卡立阿布巴卡表示，由于集会主办方没有获得集会地点吉隆坡独立广场的同意，因此净选盟5.0集会并不是合法的集会，警方也将以《2012年和平集会法令》第10(C)条和第11条进行调查。

### 非政府组织
人权观察组织和国际特赦组织谴责马来西亚政府的一连串针对示威者的逮捕行动，将其作为对异议人士的恐吓和骚扰。